# Halldór Már Stefánsson
En aquest nom islandès, el darrer nom és un patronímic, no pas un cognom. La manera de referir-se a aquesta persona és pel nom de pila.
Halldor Mar, nom artístic sota el qual Halldór Már Stefánsson desenvolupa la seva carrera musical, és un cantautor i guitarrista català nascut a Reykjavík, Islàndia. La seva música està basada en el folk acústic i alternatiu. Actualment és també component del grup de pop rock Wiggum.

## Biografia
Halldór Már Stefánsson, nascut el 12 de juliol de 1972 a Reykjavík (Islàndia), ha estat músic des de petit, quan colpejava les olles i paelles de la seva mare en un petit poble d'Islàndia. Però no es va dedicar ni a la bateria, ni al piano, com ell desitjava: va ser la guitarra el que li va enamorar. L'ha tocat en totes les seves formes, però va estudiar a fons la seva versió clàssica.
Inicia els seus estudis de guitarra amb el professor Örn Viðar Erlendsson al Conservatori d'Akureyri. El 1993 es trasllada a Barcelona per fer estudis de perfeccionament de guitarra a l'Escola Luthier d'Arts Musicals amb els professors Arnaldur Arnarson i Alex Garrobé. Ha participat com a actor en cursets internacionals amb mestres com David Russell, Hopkinson Smith, Manuel Barrueco o José Tomás Pérez Selles. Més endavant recorre Islàndia i Espanya com a solista i forma part de «Mosaic, Barcelona's Guitar Quartet».
A 2004 col·labora en el disc "Amb les mans" del compositor i guitarrista Eduard Rodés interpretant una peça anomenada "La Luz" i inspirada en la vida de Ferrer i Guàrdia, conegut lliurepensador afusellat l'any 1909 arran dels disturbis de la Setmana Tràgica. Ho fa de forma magistral i aporta una interpretació perfecta. La peça es va presentar en públic el 13 d'octubre de 2003, aniversari de l'afusellament de Ferrer i Guàrdia, en els locals de la Fundació Ferrer i Guàrdia de Barcelona.
A 2006, el mateix Eduard Rodés edita un nou disc sota el nom "República Mediterránea", on Halldor Mar torna a col·laborar interpretant el tema "Al Iskandariyah".
Amb el pas del temps va començar a crear la seva pròpia música presentant-la en petits concerts per pubs irlandesos, on fa anys que anima la nit barcelonina.
Aquest treball de pop rock de cantautor alternatiu porta anys fent-ho, i ja era hora que les seves creacions es plasmessin en un disc.
L'any 2009 s'edita el seu primer àlbum en solitari, Simple, sota el segell Daruma Records. El disc es grava a l'estudi El Tostadero amb l'ajuda del productor Marc Molas.
I tal com diu el seu nom és, dins de la seva complexitat, un disc senzill. Variat, intens, elaborat, però senzill. El disc arriba al mercat al novembre del mateix any.
Halldor Mar és també membre del grup Wiggum, que després de la seva formació el 2009, edita al febrer de 2010 el seu primer àlbum anomenat Sintón Nisón ama a Nifú Nifá, gravat a l'estudi Micromaltese amb Cacho Salvador (de "Extraperlo") com a productor.
El disc ha rebut bones crítiques per part de mitjans informatius musicals com Mondosonoro, Binaural o Planeta Indie.
Al desembre d'aquest mateix any fitxen pel segell El Genio Equivocado Discos.
El 2014 publica el disc "Winds", on versiona a l'anglès un total de deu cançons del moviment de la nova cançó catalana, com "País Petit" de Lluis Llach o "Al vent" de Raimon.
Des del 2018 presenta el programa Katalonski, a Televisió de Catalunya. Aquest mateix any guanyà el Premis Pompeu Fabra en la categoria d'incorporació a la comunitat lingüística catalana.

## Col·laboracions
- Guitarra al tema La Luz de l'àlbum Amb les mans d'Eduard Rodés (ERGOCLICKS love music love guitar, 2004)
- Guitarra al tema Al Iskandariyah de l'àlbum República Mediterránea d'Eduard Rodés (ERGOCLICKS love music love guitar, 2006)
- Veu juntament amb la Chloe Phillips al tema Boig per tu (LCM Records, 2020)

## Discografia
- Simple (Daruma Records, 2009)
- Sintón Nisón ama a Nifú Nifá del grup Wiggum (del qual és component) (El Genio Equivocado, 2010)
- Winds (Satélite K, 2014)
- Records (La Cúpula Music, 2017)
- El mar no té camins (2023)